# 皮特·乌斯蒂诺夫
皮特·亞歷山大·乌斯蒂诺夫爵士，CBE（Sir Peter Alexander Ustinov，原名，1921年4月16日—2004年3月28日），英国电影演员、制片人、剧作家。曾因出演《風雲羣英會》和《托普卡匹》，而两次荣获奥斯卡最佳男配角奖。于1990年被英国女王伊丽莎白二世授予爵士称号。
他有瑞士、埃塞俄比亚、意大利以及法国的血统，他说自己会使用六种语言。
他在《尼罗河上的惨案》以及《阳光下的罪恶》中饰演的大侦探·波罗的形象最为观众所熟悉。他主演过的波罗系列电影还有《三屍奇案》《死亡晚宴》《殺人三步曲》《死亡約會》
在联合国教科文组织的委托下于，2002 年来到柏林参加首届联合巴迪熊展览。经过他的努力，来自伊拉克的代表也参与到了150个国家的制作活动。2003年，他作为支持者为柏林的第二届联合巴迪熊展览剪彩。
2004年3月28日，皮特·乌斯蒂诺夫因心力衰竭去世。

## 演出作品
- 《廿三世紀大逃亡》（Logan's Run）
- 《風雲羣英會》（Spartacus）
- 《托普卡匹》
- 《尼罗河上的惨案》
- 《阳光下的罪恶》（Evil under the Sun）
- 《三屍奇案》（Dead Man's Folly）
- 《死亡晚宴》（Thirteen At Dinner）
- 《殺人三步曲》（Murder In Three Acts）
- 《死亡約會》（Appointment With Death）
- 《馬戲團尤物》（Lola montes）
- 《賊山地》（Ashanti）
- 《黑鬍鬼》（Blackbeard's ghost）
- 《萬世救主》（Jesus of Nazareth）
- 《牧野游民》（The sundowners）
- 《奇蹟》 (Lorenzo's Oil)